# Asian Babes
Asian Babes är ett brittiskt porrmagasin som år 2012 fortfarande publicerades Magasinet ägdes av  Richard Desmond's Northern and Shell fram till 2004, då det tillsammans med 45 andra titlar såldes till  Remnant Media för 20 miljoner pund.